# Coppa Italia 2018-2019 (calcio femminile)
L'edizione 2018-2019 è stata la quarantasettesima della storia della Coppa Italia di calcio femminile. Il torneo è iniziato il 16 settembre 2018 e si è concluso il 28 aprile 2019 con la finale ospitata dallo stadio Ennio Tardini di Parma. La Juventus ha vinto il trofeo per la prima volta nella sua storia, battendo in finale la Fiorentina, che aveva trionfato nelle due precedenti edizioni.

## Squadre partecipanti
Partecipano alla competizione 24 squadre: le 12 di Serie A e le 12 di Serie B.

### Serie A
- ChievoVerona Valpo
- Fiorentina
- Florentia S.G.
- Juventus
- Milan
- Mozzanica
- Orobica
- Pink Sport Time
- Roma
- Sassuolo
- Tavagnacco
- Verona

### Serie B
- Arezzo
- Castelvecchio
- Cittadella
- Empoli
- Fortitudo Mozzecane
- Genoa Women
- Inter[5]
- Lazio
- Milan Ladies
- Ravenna[6]
- Roma CF
- Roma XIV

## Date
| Fase               | Turno            | Data                             |                                  |
| ------------------ | ---------------- | -------------------------------- | -------------------------------- |
| Gironi eliminatori | 1ª giornata      | 16 settembre 2018                | 16 settembre 2018                |
| Gironi eliminatori | 2ª giornata      | 23 settembre 2018                | 23 settembre 2018                |
| Gironi eliminatori | 3ª giornata      | 17 ottobre 2018                  | 17 ottobre 2018                  |
| Fase finale        | Ottavi di finale | 8 dicembre 2018                  | 8 dicembre 2018                  |
| Fase finale        | Quarti di finale | 30 gennaio 2019 20 febbraio 2019 | 30 gennaio 2019 20 febbraio 2019 |
| Fase finale        | Semifinali       | 13 marzo 2019 17 aprile 2019     | 13 marzo 2019 17 aprile 2019     |
| Fase finale        | Finale           | 28 aprile 2019                   | 28 aprile 2019                   |

## Formula
Per questa edizione la formula è stata modificata a seguito della riforma dei campionati. Alla competizione prendono parte le 12 squadre partecipanti alla Serie A e le 12 squadre partecipanti alla Serie B. La competizione si articola su cinque fasi. La prima fase è caratterizzata dai gironi eliminatori ai quali prendono parte le sole squadre della Serie B: le 12 squadre sono suddivise in quattro gironi da tre secondo criteri di vicinanza geografica. Nei gironi si giocano solamente tre partite, due per squadra, e vengono ammesse alla seconda fase solamente le quattro vincitrici dei gironi. A partire dalla seconda fase (dai quarti di finale alla finale) tutte le gare si disputano con gare di andata e ritorno.

## Gironi eliminatori
La composizione dei quattro gironi eliminatori è stata effettuata il 6 agosto 2018, così come il sorteggio per la determinazione della squadra che disputa la prima giornata in casa. Nella seconda giornata riposa la squadra vittoriosa nella prima giornata o, in caso di pareggio, la squadra che ha giocato in trasferta la prima giornata.

### Triangolare 1

#### Classifica
| Pos. | Squadra  | Pt | G | V | N | P | GF | GS | DR |
| ---- | -------- | -- | - | - | - | - | -- | -- | -- |
| 1.   | Roma CF  | 6  | 2 | 2 | 0 | 0 | 6  | 0  | +6 |
| 2.   | Lazio    | 3  | 2 | 1 | 0 | 1 | 5  | 3  | +2 |
| 3.   | Roma XIV | 0  | 2 | 0 | 0 | 2 | 0  | 8  | -8 |

#### Risultati
| Arbitro: | Centi (Viterbo) |

|                     |           |  |
| Conte pt’ Landa st’ | Marcatori |  |

| Arbitro: | Rossi (Viterbo) |

|                                                       |           |  |
| Castiello 35’, 49’, 51’ Coletta 45’ (rig.) Picchi 58’ | Marcatori |  |

| Arbitro: | Taricone (Perugia) |

|  |           |                                      |
|  | Marcatori | 29’ Conte 46’ Landa 82’ Felgendreher |

### Triangolare 2

#### Classifica
| Pos. | Squadra       | Pt | G | V | N | P | GF | GS | DR |
| ---- | ------------- | -- | - | - | - | - | -- | -- | -- |
| 1.   | Castelvecchio | 6  | 2 | 2 | 0 | 0 | 7  | 2  | +5 |
| 2.   | Empoli        | 3  | 2 | 1 | 0 | 1 | 4  | 4  | 0  |
| 3.   | Arezzo        | 0  | 2 | 0 | 0 | 2 | 3  | 8  | -5 |

#### Risultati
| Arbitro: | Tesi (Lucca) |

|                                                         |           |                  |
| Mastalli 33’ Acuti 47’ De Vecchis 63’ Prugna 78’ (rig.) | Marcatori | 83’ (rig.) Carta |

| Arbitro: | Catani (Fermo) |

|                     |           |                                           |
| Moscia 7’ Carta 57’ | Marcatori | 42’ Casadio 56’, 59’ Petralia 70’ Pastore |

| Arbitro: | D'Eusanio (Faenza) |

|                                            |           |  |
| Zani 9’ Petralia 19’ (rig.) Porcarelli 74’ | Marcatori |  |

### Triangolare 3

#### Classifica
| Pos. | Squadra             | Pt | G | V | N | P | GF | GS | DR |
| ---- | ------------------- | -- | - | - | - | - | -- | -- | -- |
| 1.   | Ravenna             | 4  | 2 | 1 | 1 | 0 | 4  | 3  | +1 |
| 2.   | Fortitudo Mozzecane | 3  | 2 | 1 | 0 | 1 | 3  | 3  | 0  |
| 3.   | Cittadella          | 1  | 2 | 0 | 1 | 1 | 3  | 4  | -1 |

#### Risultati
| Arbitro: | Galipò (Firenze) |

|                          |           |              |
| Burbassi 47’ Cimatti 50’ | Marcatori | 72’ Gelmetti |

| Arbitro: | Frosi (Treviglio) |

|                              |           |            |
| Peretti 41’ (rig.) Pinna 44’ | Marcatori | 73’ Yeboaa |

| Arbitro: | Sfira (Pordenone) |

|                            |           |                         |
| De Vincenzi 10’ Yeboaa 48’ | Marcatori | 56’ Cimatti 80’ Filippi |

### Triangolare 4

#### Classifica
| Pos. | Squadra      | Pt | G | V | N | P | GF | GS | DR |
| ---- | ------------ | -- | - | - | - | - | -- | -- | -- |
| 1.   | Inter        | 6  | 2 | 2 | 0 | 0 | 7  | 0  | +7 |
| 2.   | Milan Ladies | 1  | 2 | 0 | 1 | 1 | 1  | 2  | -1 |
| 3.   | Genoa Women  | 1  | 2 | 0 | 1 | 1 | 1  | 7  | -6 |

#### Risultati
| Arbitro: | Nicolini (Brescia) |

|  |           |               |
|  | Marcatori | 46’ Regazzoli |

| Arbitro: | Campagni (Firenze) |

|                 |           |                      |
| Cama 63’ (rig.) | Marcatori | 13’ (aut.) Pittavino |

| Arbitro: | Delnotaro (VCO) |

|                                                                |           |  |
| Pandini 2’ Regazzoli 57’, 74’ Pisano 63’ Rognoni 87’ Santi 88’ | Marcatori |  |

## Ottavi di finale
Agli ottavi di finale accedono le quattro vincitrici dei gironi eliminatori più le 12 squadre partecipanti al campionato di Serie A. Il sorteggio per gli accoppiamenti si è tenuto il 5 novembre 2018.
| Squadra 1       | Risultato | Squadra 2          |
| --------------- | --------- | ------------------ |
| 8 dicembre 2018 |           |                    |
| Florentia S.G.  | 1 - 2     | Fiorentina         |
| Ravenna         | 1 - 3     | Verona             |
| Orobica         | 1 - 3     | Roma               |
| Roma CF         | 2 - 1     | Mozzanica          |
| Pink Sport Time | 2 - 3     | Tavagnacco         |
| Castelvecchio   | 0 - 4     | Juventus           |
| Sassuolo        | 1 - 0     | ChievoVerona Valpo |
| 9 dicembre 2018 |           |                    |
| Inter           | 3 - 5     | Milan              |

| Arbitro: | Madonia (Palermo) |

|                       |           |                       |
| Salvatori Rinaldi 16’ | Marcatori | 14’ Mauro 37’ Bonetti |

| Arbitro: | Bianchini (Terni) |

|               |           |                               |
| Montecucco 6’ | Marcatori | 41’ Rus 53’ Pasini 74’ Wagner |

| Arbitro: | Taricone (Perugia) |

|             |           |                                             |
| Czeczka 13’ | Marcatori | 15’ (aut.) Brasi 29’ Serturini 89’ Bernauer |

| Arbitro: | Muras (Sassari) |

|                              |           |                    |
| Ietto 80’ (rig.) Landa 90+3’ | Marcatori | 23’ (aut.) Romanzi |

| Arbitro: | Di Marco (Ciampino) |

|                            |           |                                       |
| Quazzico 42’ Patterson 44’ | Marcatori | 5’ Mascarello 40’ Blasoni 55’ Zuliani |

| Arbitro: | Sfira (Pordenone) |

|  |           |                                              |
|  | Marcatori | 44’ Glionna 47’ Galli 54’ Girelli 64’ Caruso |

| Arbitro: | Restaldo (Ivrea) |

|                    |           |  |
| Ferrato 61’ (rig.) | Marcatori |  |

| Arbitro: | Baldelli (Reggio Emilia) |

|                                      |           |                                                               |
| Marinelli 21’, 28’ Baresi 45’ (rig.) | Marcatori | 4’, 9’ Sabatino 65’ Tucceri Cimini 70’ Giugliano 73’ Giacinti |

## Quarti di finale
| Squadra 1                     | Totale | Squadra 2  | Andata | Ritorno |
| ----------------------------- | ------ | ---------- | ------ | ------- |
| 30 gennaio / 20 febbraio 2019 |        |            |        |         |
| Verona                        | 1 - 8  | Fiorentina | 0 - 6  | 1 - 2   |
| Tavagnacco                    | 0 - 6  | Juventus   | 0 - 4  | 0 - 2   |
| Sassuolo                      | 0 - 4  | Milan      | 0 - 2  | 0 - 2   |
| Roma CF                       | 4 - 9  | Roma       | 3 - 6  | 1 - 3   |

### Andata
| Arbitro: | De Angeli (Milano) |

|  |           |                                       |
|  | Marcatori | 3’, 8’ Aluko 56’ Bragonzi 57’ Girelli |

| Arbitro: | Cavaliere (Paola) |

|                                    |           |                                                                    |
| Landa 14’ Filippi 35’ Visentin 70’ | Marcatori | 24’ Piemonte 50’ Zecca 66’, 90+6’ Greggi 80’ Bartoli 87’ Coluccini |

| Arbitro: | Virgilio (Trapani) |

|  |           |                                                                |
|  | Marcatori | 28’, 35’ (rig.) Bonetti 43’, 65’ Clelland 75’, 90+3’ Vigilucci |

| Arbitro: | Crezzini (Siena) |

|  |           |                            |
|  | Marcatori | 38’ Sabatino 63’ Giugliano |

### Ritorno
| Arbitro: | Bonacina (Bergamo) |

|                          |           |  |
| Bragonzi 32’ Cantore 71’ | Marcatori |  |

| Arbitro: | Duzel (Castelfranco Veneto) |

|                                        |           |  |
| Tasselli 34’ (aut.) Giurgiu 83’ (aut.) | Marcatori |  |

| Arbitro: | Grasso (Ariano Irpino) |

|                                      |           |                 |
| Piemonte 5’ Bernauer 34’ Pugnali 81’ | Marcatori | 90+2’ Polverino |

| Arbitro: | Gasperotti (Rovereto) |

|                   |           |           |
| Kongoulī 15’, 70’ | Marcatori | 25’ Baldi |

## Semifinali
| Squadra 1                 | Totale | Squadra 2  | Andata | Ritorno |
| ------------------------- | ------ | ---------- | ------ | ------- |
| 13 marzo / 17 aprile 2019 |        |            |        |         |
| Roma                      | 1 - 3  | Fiorentina | 1 - 1  | 0 - 2   |
| Milan                     | 2 - 3  | Juventus   | 1 - 2  | 1 - 1   |

### Andata
| Arbitro: | Nicolini (Brescia) |

|                      |           |             |
| Serturini 83’ (rig.) | Marcatori | 80’ Bonetti |

| Arbitro: | Virgilio (Trapani) |

|                          |           |                           |
| Junge Pedersen 2’ (aut.) | Marcatori | 45+1’ Bonansea 75’ Caruso |

### Ritorno
| Arbitro: | Emmanuele (Pisa) |

|             |           |               |
| Glionna 59’ | Marcatori | 82’ Giugliano |

| Arbitro: | Catanoso (Reggio Calabria) |

|                        |           |  |
| Bonetti 24’ Parisi 48’ | Marcatori |  |

## Finale
| Arbitro: | Costanza (Agrigento) |

|             |           |                       |
| Bonetti 74’ | Marcatori | 8’ Ekroth 32’ Cernoia |

## Statistiche

### Classifica marcatrici
| Gol | Rigori |  | Giocatore            | Squadra       |
| --- | ------ |  | -------------------- | ------------- |
| 6   | 1      |  | Tatiana Bonetti      | Fiorentina    |
| 3   |        |  | Antonietta Castiello | Lazio         |
| 3   |        |  | Manuela Giugliano    | Milan         |
| 3   |        |  | Serena Landa         | Roma CF       |
| 3   |        |  | Alice Regazzoli      | Inter         |
| 3   |        |  | Daniela Sabatino     | Milan         |
| 3   | 1      |  | Eleonora Petralia    | Castelvecchio |
| 2   |        |  | Eniola Aluko         | Juventus      |
| 2   |        |  | Vanessa Bernauer     | Roma          |
| 2   |        |  | Asia Bragonzi        | Juventus      |
| 2   |        |  | Arianna Caruso       | Juventus      |
| 2   |        |  | Simona Cimatti       | Ravenna       |
| 2   |        |  | Lana Clelland        | Fiorentina    |
| 2   |        |  | Cristiana Girelli    | Juventus      |
| 2   |        |  | Benedetta Glionna    | Juventus      |
| 2   |        |  | Giada Greggi         | Roma          |
| 2   |        |  | Sofia Kongoulī       | Fiorentina    |
| 2   |        |  | Gloria Marinelli     | Inter         |
| 2   |        |  | Martina Piemonte     | Roma          |
| 2   |        |  | Valery Vigilucci     | Fiorentina    |
| 2   |        |  | Francisca Yeboaa     | Cittadella    |
| 2   | 1      |  | Isabella Carta       | Arezzo        |
| 2   | 1      |  | Annamaria Serturini  | Roma          |